# Воскан, Виталий Владиславович
Вита́лий Владисла́вович Во́скан (латыш. Vitālijs Voskāns; 24 января 1973, Резекне, Латвийская ССР, СССР) — латвийский футболист, игравший в своё время, как в защите, так и в полузащите и нападении. Основатель мини-футбольного клуба «Резекне». Ныне Главный тренер команды FC Nikers (г. Кулдига) высшей лиги Латвии по футзалу.

## Карьера

### Клубная
С 1992 по 1996 выступал за клуб Вайрогс. После того, как «Вайрогс» объединился с клубом «Колонс» в команду «Резекне», стал выступать за последнюю.
В 2000—2001 играл за Динабург.

### Тренерская
Тренер высшей лиги Латвии по футболу (2007)
30 июня 2010 года основал футзальный клуб «Резекне». С 2016 по 2020 год - Главный тренер команды TFK Rēzekne высшей лиги Латвии по футзалу.  С 2021 года Главный тренер команды FC Nikers (Кулдига) высшей лиги Латвии по футзалу. Двукратный бронзовый призёр высшей лиги Латвии по футзалу (2017, 2024). С 2019 по 2023 год - тренер U19 сборной Латвии по футзалу. Тренер женской национальной сборной Латвии по футзалу. Признан лучшим тренером U19 юношеского чемпионата Латвии по футзалу и Кубка Латвии по футзалу 2017.